# Piper divortans
Piper divortans är en pepparväxtart som beskrevs av Trel. & Yunck.. Piper divortans ingår i släktet Piper och familjen pepparväxter. Inga underarter finns listade i Catalogue of Life.